# عجوقة تينورية
عجوقة تينورية (الاسم العلمي:Ajuga tenorei) هي نوع من النباتات تتبع جنس العجوقة من الفصيلة الشفوية.